# Jaworzyna Śląska
Jaworzyna Śląska [javɔ'ʒɨna 'ɕlõska] (deutsch: Königszelt) ist eine Stadt und zugleich Sitz der der Stadt- und Landgemeinde Jaworzyna Śląska im Powiat Świdnicki der Woiwodschaft Niederschlesien in Polen. Sie liegt auf halbem Wege zwischen Strzegom (Striegau) und Świdnica (Schweidnitz).

## Geschichte
Als 1843 die Eisenbahnstrecke Breslau–Waldenburg (zunächst zwischen Breslau und Freiburg in Schlesien) errichtet wurde, lagen die wichtigen Städte Striegau und Schweidnitz zehn Kilometer abseits der Trasse. Zum Anschluss dieser Städte wurde eine Querverbindung (die später Teil der Bahnstrecke Kattowitz–Liegnitz wurde) gebaut, die sich auf den Feldern des Dorfes Bunzelwitz mit der Hauptstrecke kreuzte. Es entstand ein Bahnhof, um den sich schnell eine Eisenbahnersiedlung bildete.
Die Siedlung erhielt in Erinnerung an das Feldlager von Bunzelwitz, wo im Siebenjährigen Krieg das Zelt Friedrichs II. 1761 an jenem Ort gestanden hatte, den Namen Königszelt. Dort, in Bunzelwitz, schloss der König das erste preußisch-osmanische Bündnis, welches freilich wirkungslos blieb.
Königszelt entwickelte sich zu einem Eisenbahnknotenpunkt. 1853 wurde die Strecke von Freiburg bis Waldenburg weitergeführt, 1855 erfolgte die Verlängerung der Schweidnitzer Strecke bis Reichenbach im Eulengebirge und 1863 bis Neisse. Die Striegauer Strecke wurde 1856 über Striegau und Jauer nach Liegnitz in Betrieb genommen. Die für die damalige Zeit hervorragenden Verkehrsanbindungen begünstigten 1860 die Gründung der Porzellanfabrik Königszelt von Traugott Silber, die 1886 eine Aktiengesellschaft bildete. Das über 1945 hinaus kontinuierlich weiter tätige Unternehmen Karolina gehört zu den drei größten noch produzierenden Betrieben dieser Art in Schlesien. Bis 1945 gehörte Königszelt dem Landkreis Schweidnitz an.  
Als Folge des Zweiten Weltkriegs fiel es 1945 zusammen mit fast ganz Schlesien an Polen und wurde in Jaworzyna Śląska umbenannt. Die deutsche Bevölkerung wurde, soweit sie nicht vorher geflohen war, vertrieben. Die neu angesiedelten Bewohner waren teilweise Zwangsumgesiedelte aus Ostpolen, das an die Sowjetunion gefallen war. 
1954 erhielt Jaworzyna Śląska Stadtrecht. Zugleich vergrößerte sich die Fläche der Stadt um 1,34 km² auf fast vier km². 1975–1998 gehörte Jaworzyna Śląska zur Woiwodschaft Wałbrzych (Waldenburg). Seit der Verwaltungsreform 1999 gehört es zum Powiat Świdnicki.

## Sehenswürdigkeiten
Das Muzeum Kolejnictwa na Śląsku (Museum für Eisenbahnwesen in Schlesien) erinnert an die Zeit der Stadt als Eisenbahnknotenpunkt.

## Einwohnerentwicklung
- 1885: 1382
- 1905: 3335
- 1939: 3866
- 1961: 5206
- 1970: 5379
- 2013: 5226
- 2020: 5118 Einwohner

## Partnerstädte
- Peyremale, Frankreich
- Pfeffenhausen, Deutschland
- Teplice, Tschechien
- Ostritz, Deutschland

## Gemeinde
Die Stadt ist Sitz der Stadt- und Landgemeinde Jaworzyna Śląska mit der Stadt selbst und weiteren Ortschaften. Sie hat etwa 10.200 Einwohner.

## Söhne und Töchter der Stadt
- Richard Herda-Vogel (1900–1965), deutscher Kunstmaler und Grafiker
- Ilse von Bredow (1922–2014), deutsche Schriftstellerin
- Manfred Schulz (1930–2013), deutscher Chemiker und Hochschullehrer
- Manfred Herrmann (1932–1997), deutscher Mathematiker